# Городок (Жуковский район)
Городо́к — посёлок городского типа в Жуковском районе Калужской области России. Относится к сельскому поселению село Истье.

## География
Находится на северо-востоке области в 94 км к юго-западу от Москвы по Калужскому шоссе А101, в 82 км от областного центра и в 3 км к северо-востоку от деревни Воробьи и в 3 км к северу от села  Истье.

## История
До образования пгт здесь находился военный городок полка С-25, расформированного в 1990-е годы.
Посёлок с наименованием Городок был образован Постановлением Правительства РФ от 22 июня 2009 года. Росстатом с 2010 года учитывается как посёлок городского типа, а его население — как городское.

## Население
| 2010 | 2012 | 2013 | 2014 | 2015 | 2016 | 2017 |
| ---- | ---- | ---- | ---- | ---- | ---- | ---- |
| 86   | ↘81  | ↘78  | ↘77  | ↗80  | ↘78  | ↘77  |
| 2018 | 2019 | 2020 | 2021 |      |      |      |
| ↘76  | ↘64  | ↗72  | ↘55  |      |      |      |